# Boethus taeniatus
Boethus taeniatus là một loài tò vò trong họ Ichneumonidae.